# Anthony Soter Fernandez
Anthony Soter kardinál Fernandez (22. dubna 1932, Sungai Petani, Malajsie – 28. října 2020) byl první malajský římskokatolický duchovní, který byl v listopadu roku 2016 jmenován kardinálem. V minulosti zastával post arcibiskupa Kuala Lumpur.